# Bataille de Chorros Blancos
Campagne fluviale et navale durant l'indépendance colombienne
(Guerre d'indépendance de la Colombie)
Batailles
m
- Chorros Blancos
- Riohacha
- Ciénaga (es)
- Carthagène des Indes

La bataille de Chorros Blancos est le dernier grand combat terrestre de l'indépendance de la province d'Antioquia, le 12 février 1820.

## Déroulement
Six mois après la bataille de Boyacá, un groupe de 300 soldats royalistes commandés par le colonel Francisco Warleta tentent de reprendre le contrôle de la Province d'Antioquia pour collecter or et argent et repartir au Pérou afin de financer une seconde reconquête de la Nouvelle-Grenade. Les royalistes sont mis en déroute dans la municipalité de Yarumal par le lieutenant-colonel José María Córdova, qui à tout juste vingt ans est déjà gouverneur de la province par décision de Simón Bolívar et est à la tête d'une division de recrues armées et entraînées par lui-même.